# النادي الأولمبي القليبي
النادي الأولمبي القليبي (بالفرنسية: Club olympique de Kélibia)‏، هو نادي كرة طائرة تونسي في مدينة قليبية من ولاية نابل والذي يتنافس ضمن القسم الوطني الأول من البطولة التونسية للكرة الطائرة للرجال والبطولة التونسية للكرة الطائرة للسيدات إضافة إلى تمثيل تونس في المنافسات القارية والدولية.

## سجل ألقاب النادي للكرة الطائرة
فريق الرجال :
- البطولة التونسية  (2) : 1977، 2003.
- كأس تونس  (8) : 1972، 1974، 1975، 1976، 1978، 1989، 2004، 2011.

♦ الدور النهائي  (7) : 1977، 1986، 1991،1992، 1993، 2003، 2006.
- كأس الجامعة (0) :

♦ الدور النهائي  (1) : 2021.
الألقاب الخارجية
- بطولة الأندية الأفريقية (0) :

♦ الدور النهائي  (2) : 2003، 2004.
- كأس أفريقيا للأندية (0) :

♦ الدور النهائي  (1) : 2004.
- البطولة العربية للأندية البطلة  (1) : 1998.

فريق السيدات :
- كأس تونس للسيدات  (3) : 2003، 2004، 2006.
- كأس السوبر للسيدات  (1) : 2003.
- كأس الجامعة للسيدات  (1) : 2022.

## وصلات خارجية
- صفحة النادي الأولمبي القليبي على موقع كوووة.
- الموقع النادي الأولمبي القليبي.
- الموقع الرسمي للجامعة التونسية للكرة الطائرة.